# San Felice Aversa Normanna 2007-2008
Questa pagina raccoglie le informazioni riguardanti il San Felice Aversa Normanna nelle competizioni ufficiali della stagione 2007-2008.

## Risultati

### Serie D

#### Poule scudetto
| 11 maggio 2008 Turno preliminare - 1 giornata | San Felice Normanna | 3 – 0 | Isola Liri |  |

| 18 maggio 2008 Turno preliminare - 3 giornata | Fortitudo Cosenza | 4 – 3 | San Felice Normanna |  |

| 25 maggio 2008 Semifinale - Andata | Sangiustese | 2 – 0 | San Felice Normanna |  |

| 1º giugno 2008 Semifinale - Ritorno | San Felice Normanna | 3 – 0 | Sangiustese |  |

| Arbitri: | Fabrizio Pasqua (Tivoli) Duccio Tronci (Firenze) Riccardo Vitali (Ferrara) |

|                                       |           |                    |
| Sarli 5’ Fabio 31’ (aut.) Palumbo 39’ | Marcatori | 46’ (rig.) Ambrosi |